# Константиновський район (Амурська область)
Константи́новський райо́н — адміністративна одиниця Росії, Амурська область. До складу району входять 15 сільських поселень, до складу яких входять 16 населених пунктів.
| Росія | Це незавершена стаття з географії Росії. Ви можете допомогти проєкту, виправивши або дописавши її. |